# Myrcia rufipes
Myrcia rufipes é uma espécie de planta do gênero Myrcia. É endêmica ao Brasil, ocorrendo nos estados de São Paulo, Minas Gerais, Mato Grosso do Sul, Mato Grosso, Goiás, Espírito Santo, Bahia e Alagoas. De acordo com a União Internacional para a Conservação da Natureza, seu estado de conservação é pouco preocupante.